# Edwin van der Sar
Edwin van der Sar (pronunție în neerlandeză [ˈɛtʋɪn vɑn dɛr ˈsɑr] ⓘ) (n. 29 octombrie 1970 în Voorhout, Țările de Jos) este un fotbalist neerlandez retras din activitate, care a evoluat pe postul de portar. În sezonul 2006/2007 a fost votat de către PFA (Asociația Fotbaliștilor Profesioniști din Anglia) în Echipa Anului.

## Cariera la club

### Începutul carierei
Van der Sar și-a început cariera la Foreholte (echipa orașului său natal), transferându-se apoi la VV Noordwijk, unde a fost remarcat de către Ajax. După ce a trecut prin toate treptele sistemului de tineret de la Ajax, a fost promovat la echipa mare, cu care a reușit să câștige Liga Campionilor în 1995, pe lângă alte trofee (inclusiv Cupa UEFA în 1992). A strâns în total 226 de prezențe în tricoul lui Ajax.
A ajuns apoi la Juventus, unde și-a pierdut locul de titular în favoarea lui Gianluigi Buffon, van der Sar considerând asta o trădare, și „nu un final frumos” pentru cariera sa acolo. În total, a strâns 66 de prezențe la clubul italian. Până acum este singurul non-italian care a jucat ca portar la Juventus.

### Premiership
Van der Sar s-a transferat în Premier League, la Fulham, în 2001, pentru o sumă estimată la 7,7 milioane de lire sterline. Inițial a semnat pentru un singur an, dar avea să joace 127 de partide în tricoul lui Fulham. 

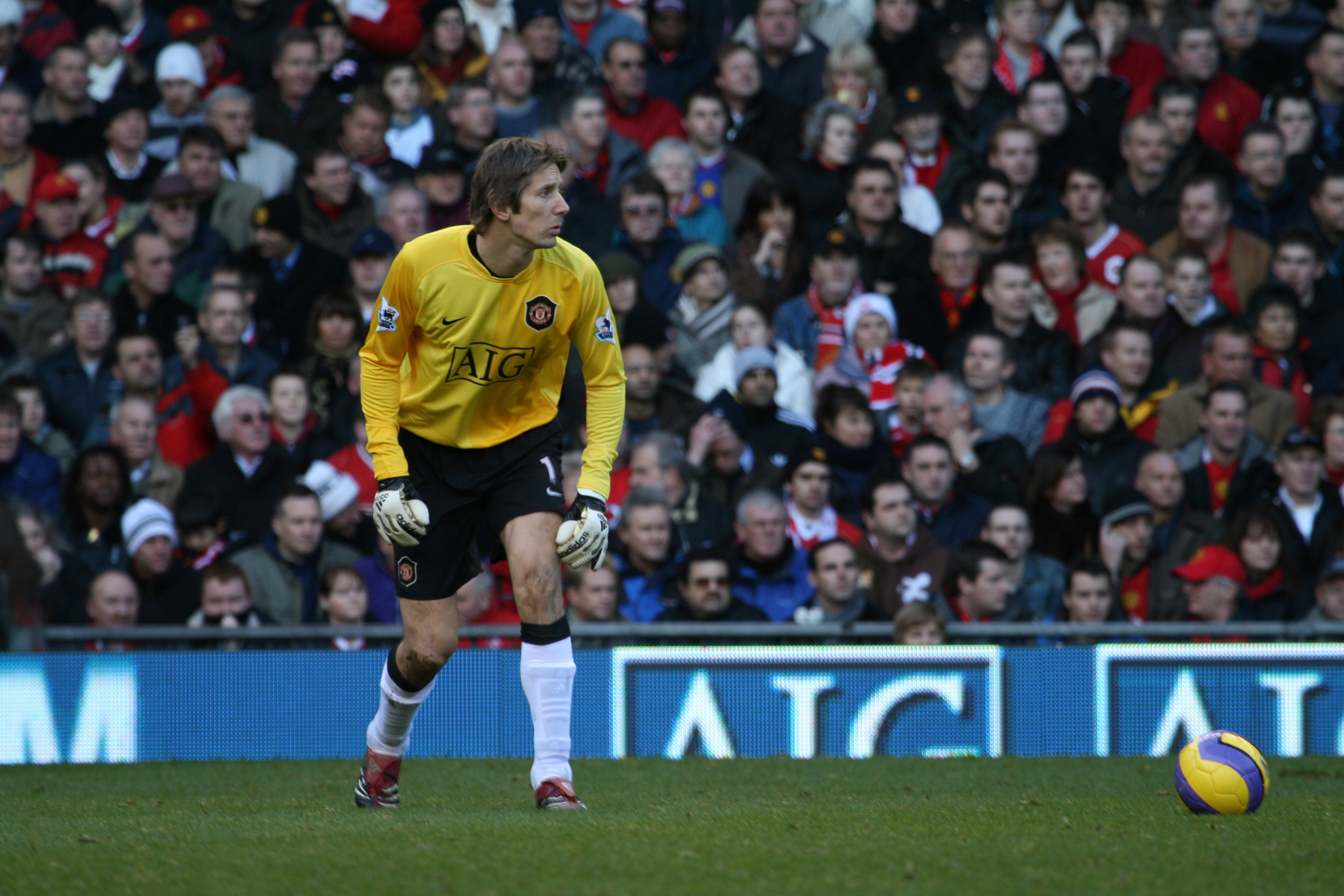
Van der Sar la Manchester United

S-a transferat apoi la Manchester United, pe 1 iunie 2005, pentru o sumă zvonită de 2 milioane de lire sterline, deși suma exactă nu a fost făcută publică. Van der Sar a fost semnat pentru a termina ghinionul pe care Manchester United îl avusese în acea perioadă cu portarii. Antrenorul legendar al lui Manchester United, sir Alex Ferguson, îl consideră cel mai bun portar pe care l-a avut Manchester United de la Peter Schmeichel încoace. Semnând inițial pe doi ani, Van der Sar și-a reînnoit contractul în decembrie 2006, semnând pentru încă un an, adică până la sfârșitul sezonului 2007/2008.
Sir Alex Ferguson a declarat că nu vede de ce van der Sar nu ar putea să-și onoreze contractul până la capăt (când va avea 38 de ani), spunând despre el : „Edwin este în formă, rezilient și plin de elan și poate cu ușurință să mai joace încă doi ani”. Van der Sar a primit porecla „Jolly Green Giant” („Uriașul Verde Vesel”), datorită înălțimii sale și echipamentului său verde purtat la Manchester United.
Pe 4 februarie 2007, într-un meci împotriva celor de la Tottenham Hotspur, van der Sar și-a spart nasul în urma unei coliziuni cu atacantul irlandez Robbie Keane.
Pe 5 mai 2007, într-un meci Manchester United împotriva lui Manchester City, a apărat un penalti executat de Darius Vassell. Asta a însemnat păstrarea avantajului de pe tabelă obținut în urma golului marcat de Cristiano Ronaldo în prima repriză, tot dintr-un penalti. Acea victorie i-a asigurat lui United al 16-lea titlu de campioană din istorie. Van der Sar a mai semnat un contract până la sfârșitul lui 2009 în iarna aceasta. S-a retras oficial din fotbal după finala Uefa Champions League din 2011 pierdută de United cu 3-1.

## Cariera la națională
Van der Sar a fost inclus în echipa națională la Cupa Mondială în 1994 în rolul de dublura lui Ed de Guía, dar prima dată el a jucat pentru echipa națională un an mai târziu. Van der Sar și-a făcut debutul ca internațional pe 7 iunie 1995, într-un meci împotriva lui Belarus. A fost în poartă cu ocazia celor trei eliminări recente din turnee internaționale datorate loviturilor de la 11 m : Euro 96, Cupa Mondială din 1998 și Euro 2000. În cadrul seriilor de lovituri de la 11 m de la Euro 2004, împotriva Suediei, van der Sar a apărat un penalti executat de Olof Mellberg.
Înainte de meciul împotriva Coastei de Fildeș, din cadrul grupelor Cupei Mondiale din 2006, van der Sar nu primise gol în zece meciuri non-amicale consecutive, stabilind recordul european de 1013 minute fără gol primit.
Edwin van der Sar a strâns 123 selecții în echipa națională a Țărilor de Jos, ceea ce îl face jucătorul cel mai selecționat din istoria Țărilor de Jos. Este de asemenea între primii șaizeci cei mai selecționați jucători din lume. În calitatea de căpitan al Țărilor de Jos, a bătut recordul lui Frank de Boer, cu ocazia meciului împotriva Portugaliei, din șaisprezecimile Cupei Mondiale din 2006.
În pofida dezamăgirii provocate de partida pierdută în șaisprezecimi, van der Sar a confirmat că va continua să joace în echipa națională în cadrul campaniei de calificare pentru Euro 2008, și că este dispus să participe la turneul final, dacă Țările de Jos se va califica. Van der Sar a ratat meciul cu România, din 25 martie 2007, datorită unei accidentări la gambă. Acesta vrea să se retragă după Euro 2008 dar noul antrenor al Țărilor de Jos vrea să-l păstreze pentru CM 2010.
03 august 2011 în Amsterdam, Van der Sar a jucat meciul de adio. Pe stadionul "Amsterdam Arena" întâlnit "Ajax" și "Dream Team", care a constat din Wayne Rooney, John Heitinga, Louis Saha, Rio Ferdinand, Ryan Giggs, Paul Scholes, Nemanja Vidic, Andre Ooijer, Dirk Kyauta, Gary Neville, Michael Carrick, Edgar Davidsa, Giovanni van Bronckhorst, Boudewijn Senden și Dennis Bergkamp. Meciul a fost câștigat de "Dream Team", care a apărat porțile Edwin, 2-1.